# Vincenzo De Michele
Vincenzo De Michele (Parete, 21 maggio 1920 – Caserta, 27 maggio 2023) è stato un politico italiano.

## Biografia
Nato a Parete il 21 maggio 1920, ha svolto la professione di dirigente scolastico nella provincia di Caserta, più volte membro dell'Ufficio scolastico provinciale.  Fu tra i soci fondatori dell'Associazione nazionale dirigenti scolastici, ricoprendone anche la carica di presidente.
Nel 1943 prese parte alla fondazione della Democrazia Cristiana a Napoli insieme a Raffaele Numeroso e ne divenne responsabile della sezione giovanile. Qui conobbe e frequentò Giuseppe Dossetti. Nel 1952 venne eletto nel primo consiglio provinciale di età repubblicana della Provincia di Caserta, e riconfermato nelle legislature successive. Fu più volte assessore e capogruppo DC, e nel 1968 venne eletto presidente della provincia.
Fu anche commissario provinciale di Federterra e primo presidente provinciale dell'ACLI.
Ritiratosi dalla politica negli anni settanta, si dedicò in seguito all'attività di scrittore di narrativa e saggista, pubblicando studi in materia di pedagogia e storia locale.
È deceduto a Caserta il 27 maggio 2023 all'età di centotré anni ed è sepolto nel cimitero di Parete.